# Troina
Troina is een gemeente in de Italiaanse provincie Enna (regio Sicilië) en telt 9875 inwoners (31-12-2004). De oppervlakte bedraagt 167,1 km², de bevolkingsdichtheid is 59 inwoners per km².

## Demografie
Troina telt ongeveer 3876 huishoudens. Het aantal inwoners daalde in de periode 1991-2001 met 3,3% volgens cijfers uit de tienjaarlijkse volkstellingen van ISTAT.
| Jaar | Inwoneraantal |
| ---- | ------------- |
| 1991 | 10.406        |
| 2001 | 10.061        |

## Geografie
De gemeente ligt op ongeveer 1121 m boven zeeniveau.
Troina grenst aan de volgende gemeenten: Bronte (CT), Cerami, Cesarò (ME), Gagliano Castelferrato, Randazzo (CT), Regalbuto, San Teodoro (ME).

## Geboren
- Vincenzo de Napoles (1574-1648), bisschop van Patti